# ЗЗЗЗЗ
«ЗЗЗЗЗ» (англ. The Outer Limits: ZZZZZ) — американский телефильм, 18 серия 1 сезона телесериала «За гранью возможного» 1963—1965 годов. Режиссёр: Джон Брахм. В ролях — Филип Эбботт, Марша Хант, Джоанна Франк, Бут Колман.
Фильм назван «ZZZZZ» по словесному изображению звука, показывающего храп человека в американских комиксах. Фильм начинается в сопровождении постоянно жужжащего звука (который похож на «ЗЗЗЗЗ»), под это жужжание пчелиная матка превращается в главную героиню, Реджину.

## Вступление
Человечество стремится непрерывно усовершенствовать себя, получить господство над миром. Но что есть низшие формы жизни? Возможно ли, что и они также проводят эксперименты и в настоящий момент они находятся на пороге успеха, несущего нам смерть?

## Сюжет
Профессор Бен Филдс, по профессии энтомолог, ищет лаборанта в свою лабораторию. Его жена, Франческа, даёт в газете объявление о поиске сотрудника. На объявление откликается девушка по имени Реджина, на самом деле являющаяся гигантской мутировавшей пчелиной маткой в человеческом обличье. Профессор поначалу не подозревает, что Реджина ищет самца человеческого рода, чтобы начать размножаться и заполнить своим видом нашу планету и он — всего лишь средство для осуществления смертельного плана мутировавшего насекомого.
Для достижения своей цели Реджина вначале избавляется от жены профессора Филдса, а потом всеми силами старается стать его невестой. Но в финале фильма профессор, находящийся в отчаянии от потери любимой жены, отвергает попытку Реджины завязать с ним близкие отношения и убивает её, сбросив девушку-мутанта с балкона.

## Заключительная фраза
Когда сильное желание обрести господство принимает смертельную форму, убивающую чувство любви, такая борьба может закончиться только полным провалом. Поскольку без любви трутни никогда не смогут стать людьми, а люди могут стать только трутнями.